# Coulterville (Californie)
Pour les articles homonymes, voir Coulterville.
Coulterville  est une localité située dans le comté de Mariposa, en Californie.

## Géographie
Coulterville est une localité située à 32 km au nord-ouest de Mariposa. Elle s'étend sur 10 km2 et s'élève à 518 m.
Elle compte 201 habitants (2010).

## Histoire

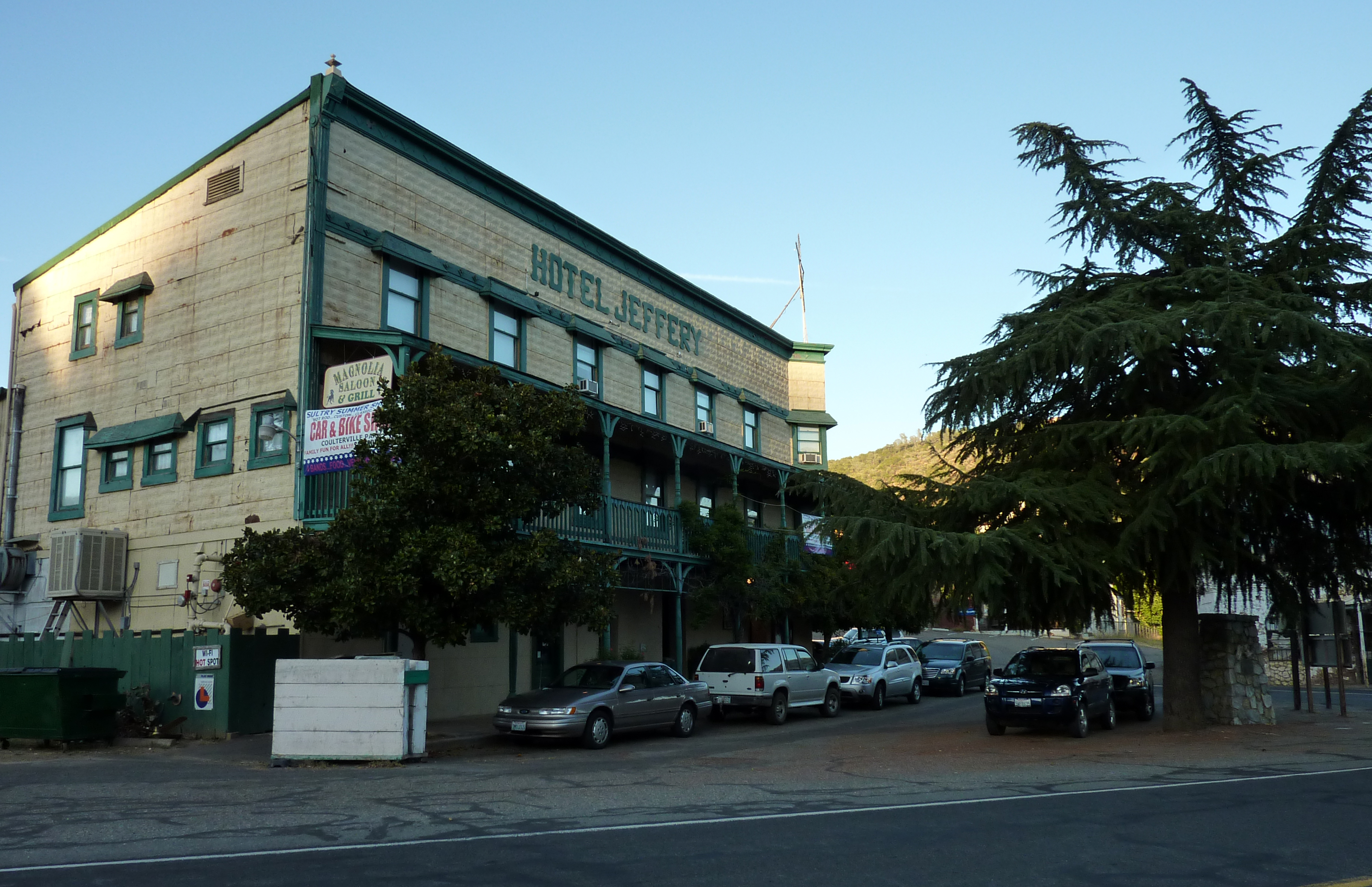
L'hôtel Jeffery, fondé en 1851, fait partie du district historique.

Initialement appelée Banderita, puis Maxwell Creek, Coulterville est ainsi nommée en l'honneur de George W. Coulter, son fondateur, qui s'y établit au début des années 1850, ouvrant un magasin à destination des mineurs, et y construit le premier hôtel. Un bureau de poste y est installé en 1853. L’année suivante, la ville prend son nom actuel.
La localité devient un site historique californien en 1939.

### Coulterville en 1859
« Il y avait environ deux cents Américains, tenant hôtels, buvettes, cafés, salles de billards, magasins et exerçant divers métiers ; cinquante Italiens, dont quelques-uns marchands et la plupart jardiniers ; trente Français, blanchisseurs, bouchers, forgerons, boulangers ; quarante juifs allemands, tenant magasins d'habits confectionnés ou autres ; environ autant d'Irlandais et de Mexicains et Chiliens diversement et souvent point du tout occupés. On comptait enfin quelques nègres, cordonniers, barbiers, baigneurs ou blanchisseurs ; et quelques rares Chinois, menuisiers ou jardiniers. Une centaine d'Indiens campaient au-dehors du village une partie de l'année, y vivant de maraude. Enfin, relégués comme des parias à cinq cents mètres de Coulterville, vivaient les Chinois au nombre de près de trois cents dans leur village spécial. »

## Démographie
| 2000 | 2010 | - | - | - | - |
| ---- | ---- | - | - | - | - |
| 104  | 201  | - | - | - | - |